# Västra Vrams kyrka
Västra Vrams kyrka är en kyrkobyggnad i Västra Vrams socken som ligger precis söder om Tollarp vid Vramsån. Den är en av de fyra kyrkorna i Tollarps församling i Lunds stift. Kyrkan invigdes 1869 efter arkitekten Helgo Zettervalls ritningar, sedan en tidigare medeltidskyrka hade blivit för liten. Predikstolen och andra inventarier från den gamla kyrkan bevarades, men utseendet har sedermera förändrats flera gånger under 1900-talet.

## Medeltidskyrkan

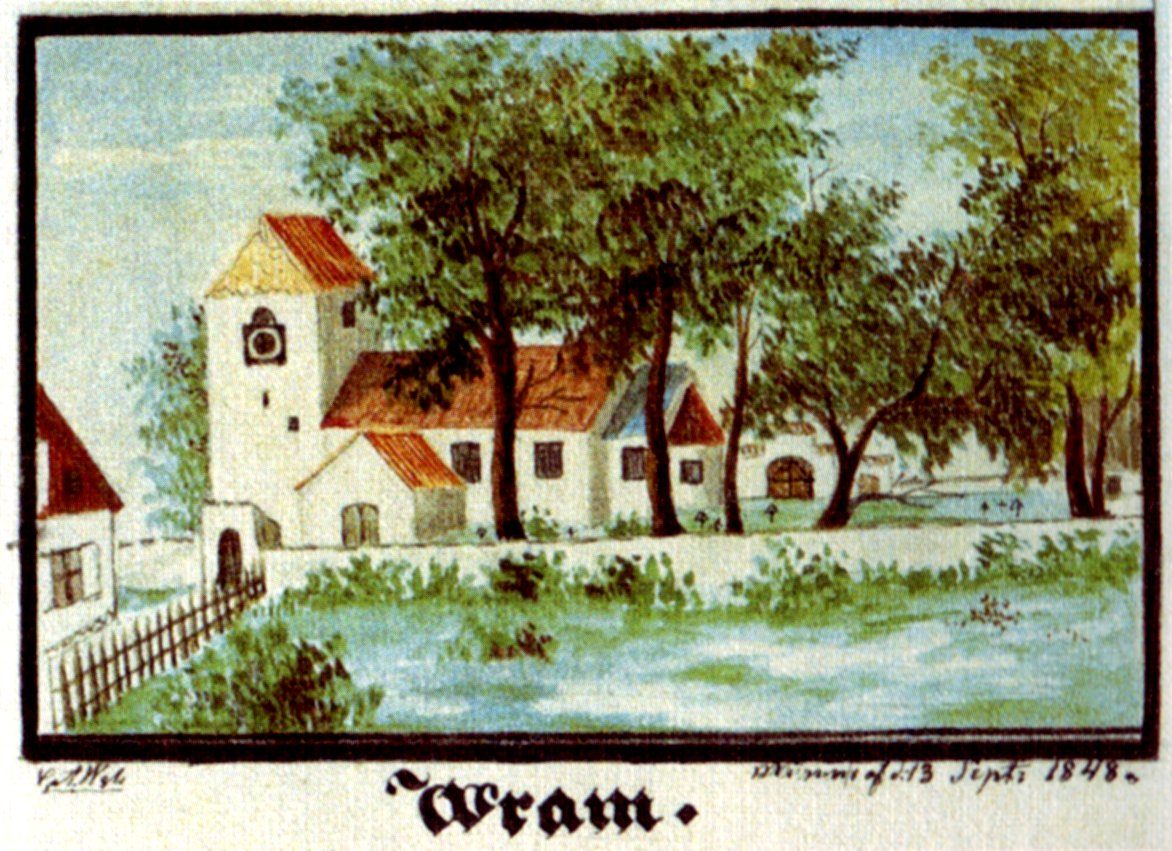
Medeltidskyrkan på en akvarell 1848

Den tidigare kyrkan i Västra Vram byggdes av gråsten i romansk stil, förmodligen på 1300-talet, och blev sedan utbyggd med torn och vapenhus senare under medeltiden. För den växande församlingen blev kyrkan trång. Efter att ha uppfört läktare beviljades 1759 en tillbyggnad i norr, något som blev verklighet 1766.
De viktigaste källorna till kunskap om hur den medeltida kyrkan såg ut är kyrkans gamla dokument såsom biskopsvisitationer och räkenskaper. Modernare beskrivningar gjordes sedan under 1800-talet av arkitekten Carl Georg Brunius och Nils Månsson Mandelgren. En arkeologisk undersökning genomfördes också på 1950-talet.

## Zettervallskyrkan
Under mitten av 1800-talet hade församlingen växt sig så stor att den gamla kyrkan började bli besvärande liten. Under 1860-talets början tog församlingen på allvar tag i problemet. Byggmästare S.P. Löfgren utvecklade förslag på hur man skulle gå till väga. Man kunde välja att bygga ut kyrkan med korsarmar, men det har nackdelen att det blir svårt för vissa besökare att se prästen. Man beslöt sig därför för att bygga nytt.
1867 presenterade domkyrkoarkitekten Helgo Zettervall ritningar som godkändes. Dessa innebar att medeltidskyrkan revs, och en helt ny kyrka i ungefärlig nygotisk stil började byggas. Det enda som behölls av den gamla kyrkan var en bit av det gamla tornet. Byggandet påbörjades i september 1868. Under byggandet uppstod en strid kring tornet. Vissa menade att det gamla tornet var för dåligt för att kunna bära det nya tornets spiror. Striden, som stod mellan byggmästare O Cedergren och församlingen gick ända upp i hovrätten.

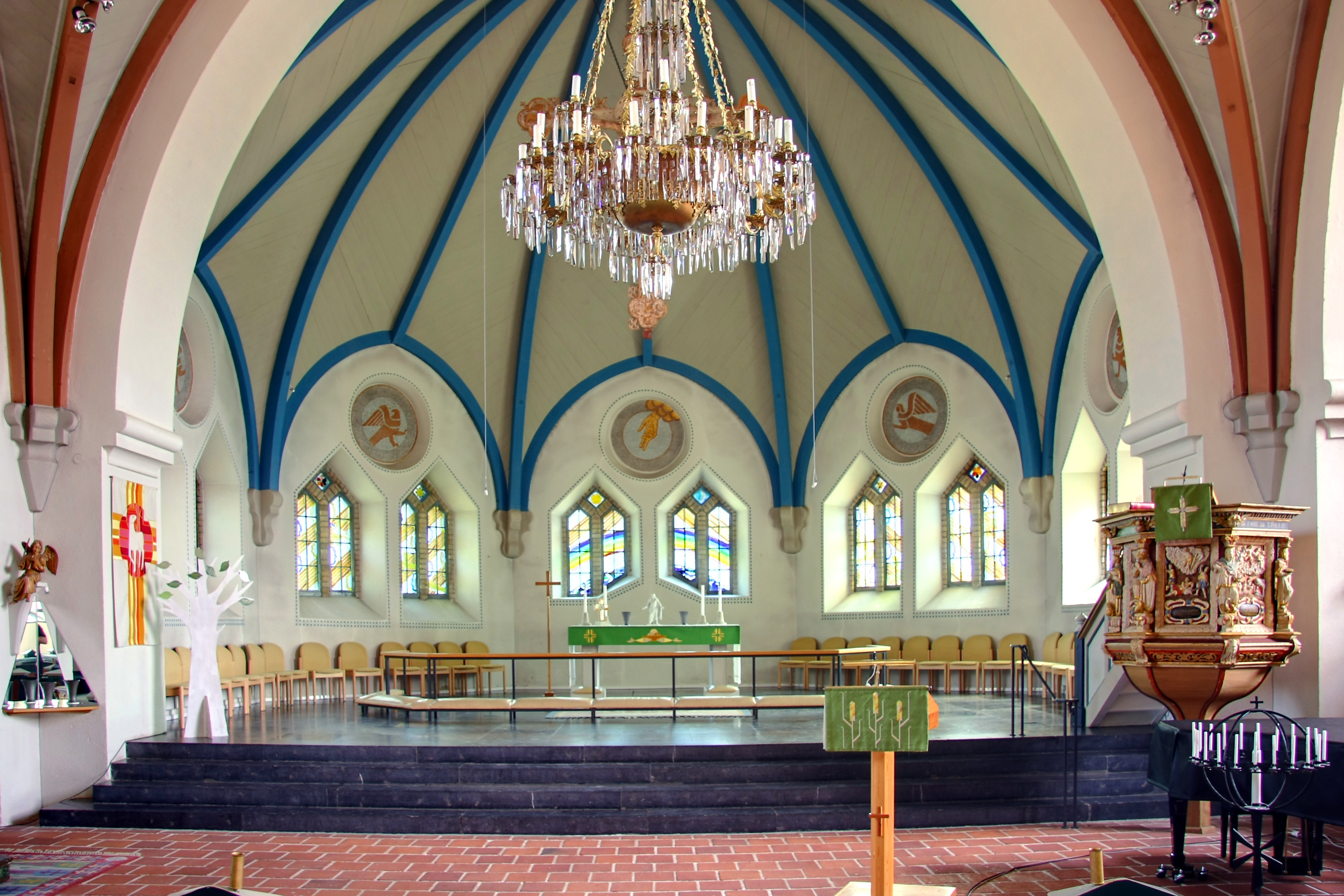
Koret

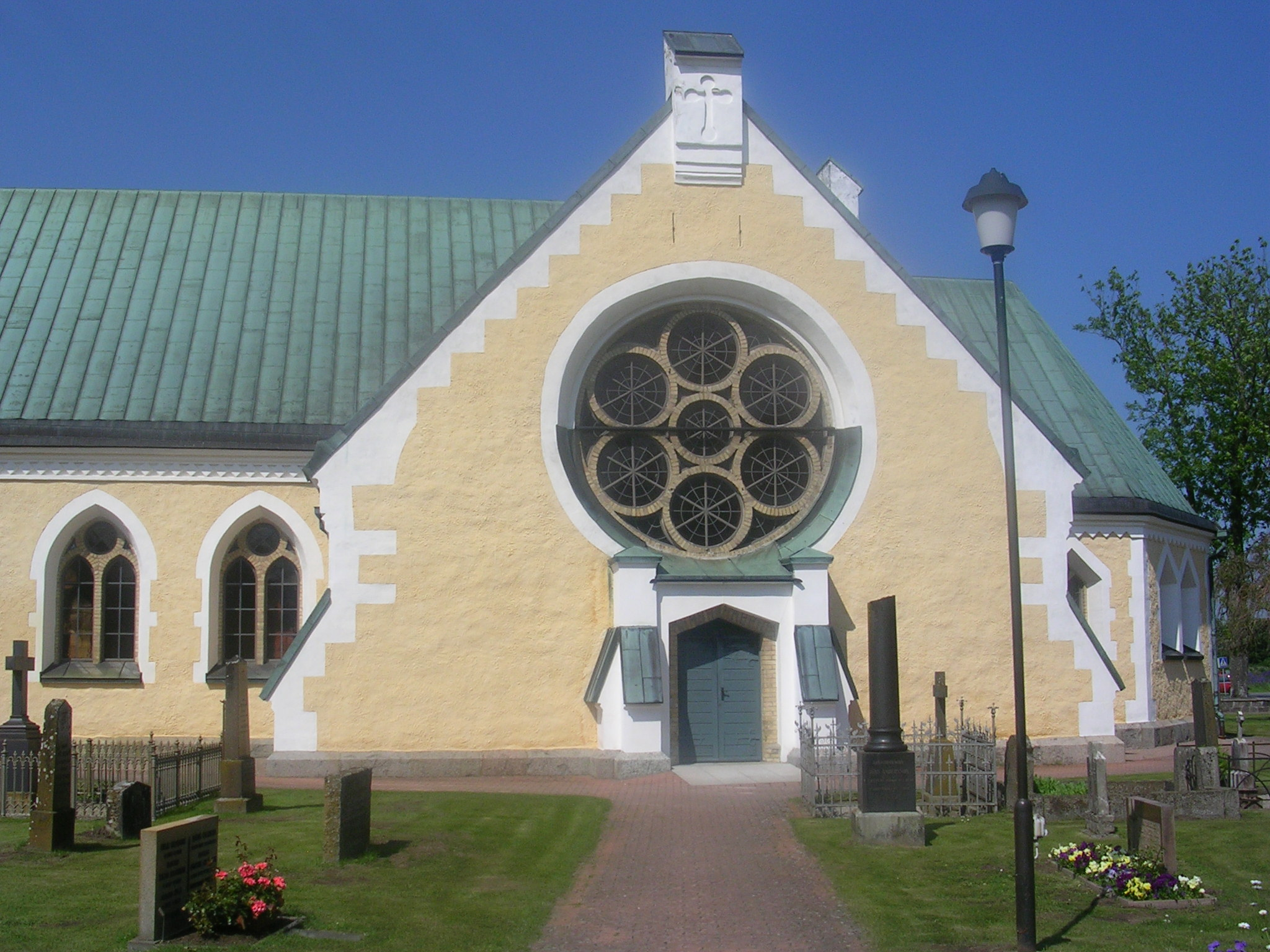
Södra tvärskeppet.

Västra Vrams kyrka kunde invigas den 12 december 1869, tredje söndagen i advent, av biskop Wilhelm Flensburg. Kyrkan var då inte helt färdigbyggd, men det gick ändå att hålla gudstjänst i lokalen. Den nya kyrkan har en korskyrkeplan med ett västtorn. Det fyrkantiga tornet har en stor spira i mitten som flankeras av fyra mindre spiror i vardera hörnet. Två strävpelare hjälper till att hålla uppe tornet. Ovanför tornets västra portal finns ett stort rosettfönster. Även kyrkans tvärskepp åt söder och norr har stora rosettfönster. I långhuset finns det tio fönster. Även i koret finns tio fönster som placerats parvis. Fasaden är putsad i en gul färg med vita omfattningar kring fönster, knutar med mera. Interiören var smyckad med ett flertal schablonmålningar på bland annat valvbågar. I taket hängde tre ljuskronor för stearinljus, varav två av bandjärn i långhuset och en salongskrona med prismor i koret.

### 1900-talets renoveringar
1934 gjordes en genomgripande renovering av kyrkan. Mer praktiska ingrepp var installation av en ny värmeanläggning och att ljuskronorna av bandjärn byttes mot elektrifierade sådana av mässing. Kyrkorummets färgsättning förändrades också markant. Fram till dess hade man behållit 1800-talets schablonoljemålningar i hela kyrkan. Nu togs nästan alla dessa bort, och ersattes av mer beiga nyanser. De enda schablonmålningar som bevarades var korsen i de fem medaljongerna ovanför korets fönster.
Under 1950-talet lade man också om kyrkans golv. Då passade man på att göra en arkeologisk undersökning där man fann den gamla kyrkans grundmurar. 1955 var det återigen dags att förändra kyrkans interiör. Till följd av den ökade sekulariseringen kom det färre på gudstjänsterna. Man minskade därför antalet sittplatser genom att lägga sidogångar till mittgången, samt ta bort de snedställda platserna längst fram.
1974 gjordes kyrkans kor om ordentligt. De fem korsen i korets medaljonger, vilka var den enda återstoden av 1800-talets schablonmålningar, byttes ut mot fem symboler med Guds hand i mitten och de fyra evangelisternas symboler fördelade på vardera sida. I de små kvadratiska delarna av fönstren målades tio symboler för att symbolisera de tio budorden. Man hängde också upp ett gammalt triumfkrucifix i kedjor så att det "svävade" i koret. Sakristian flyttades från koret och istället inrättades en ny sakristia. Den placerades bakom skärmväggar i det södra tvärskeppet genom att man tog bort några bänkar. Detta sågs som ett provisorium, men kyrkan har fortfarande sin sakristia där.

## Inventarier

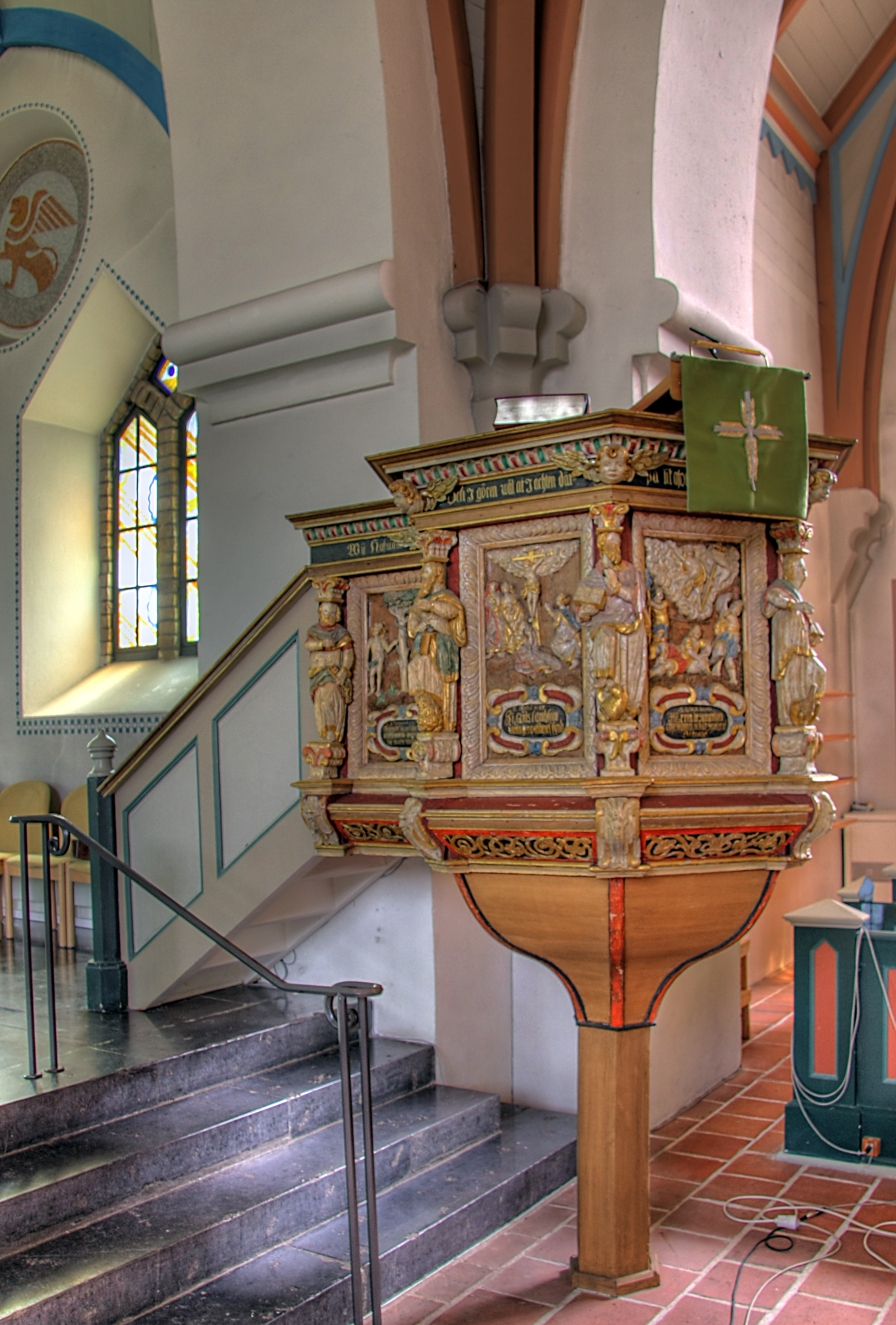
Predikstolen

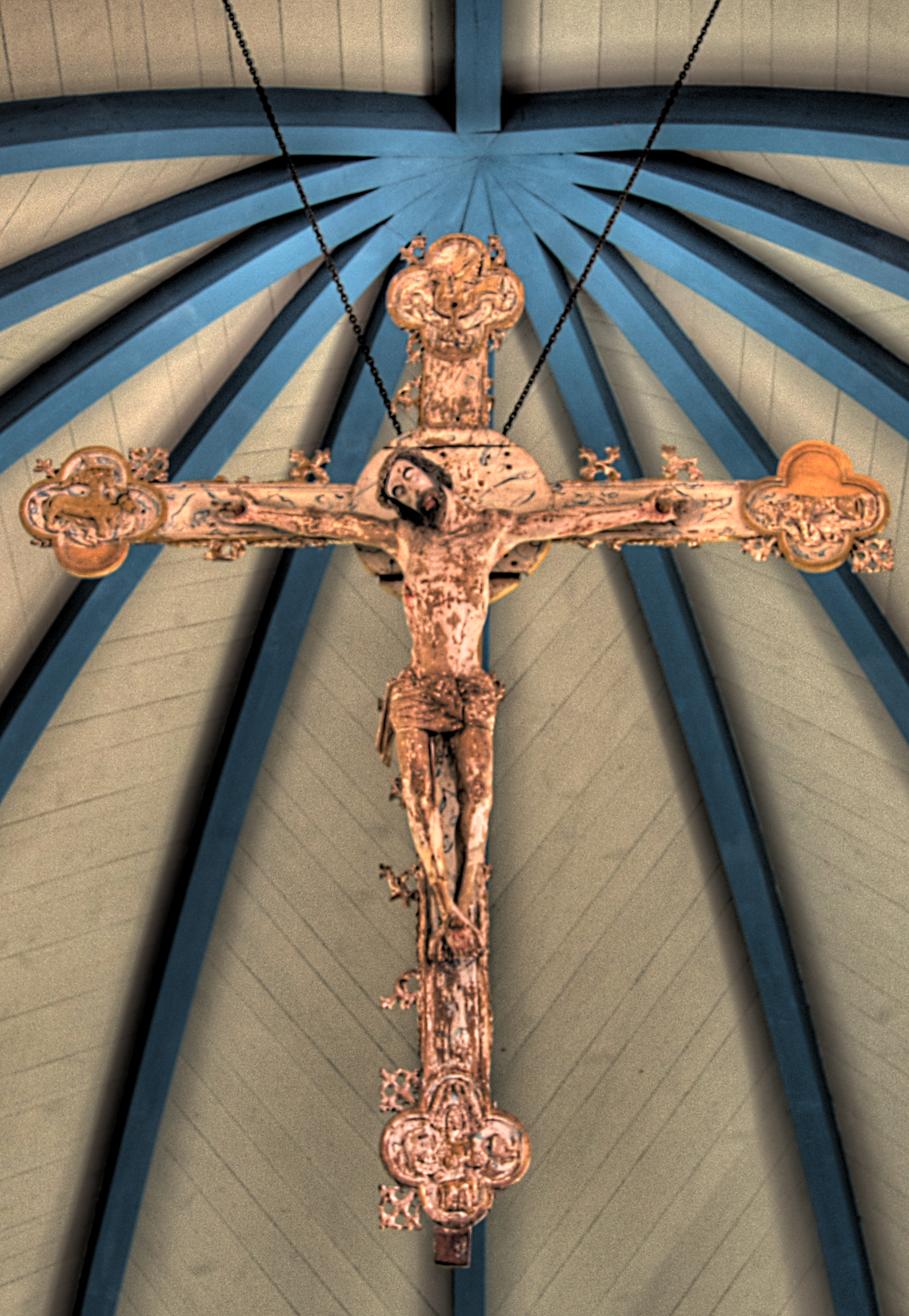
Triumfkrucifixet.

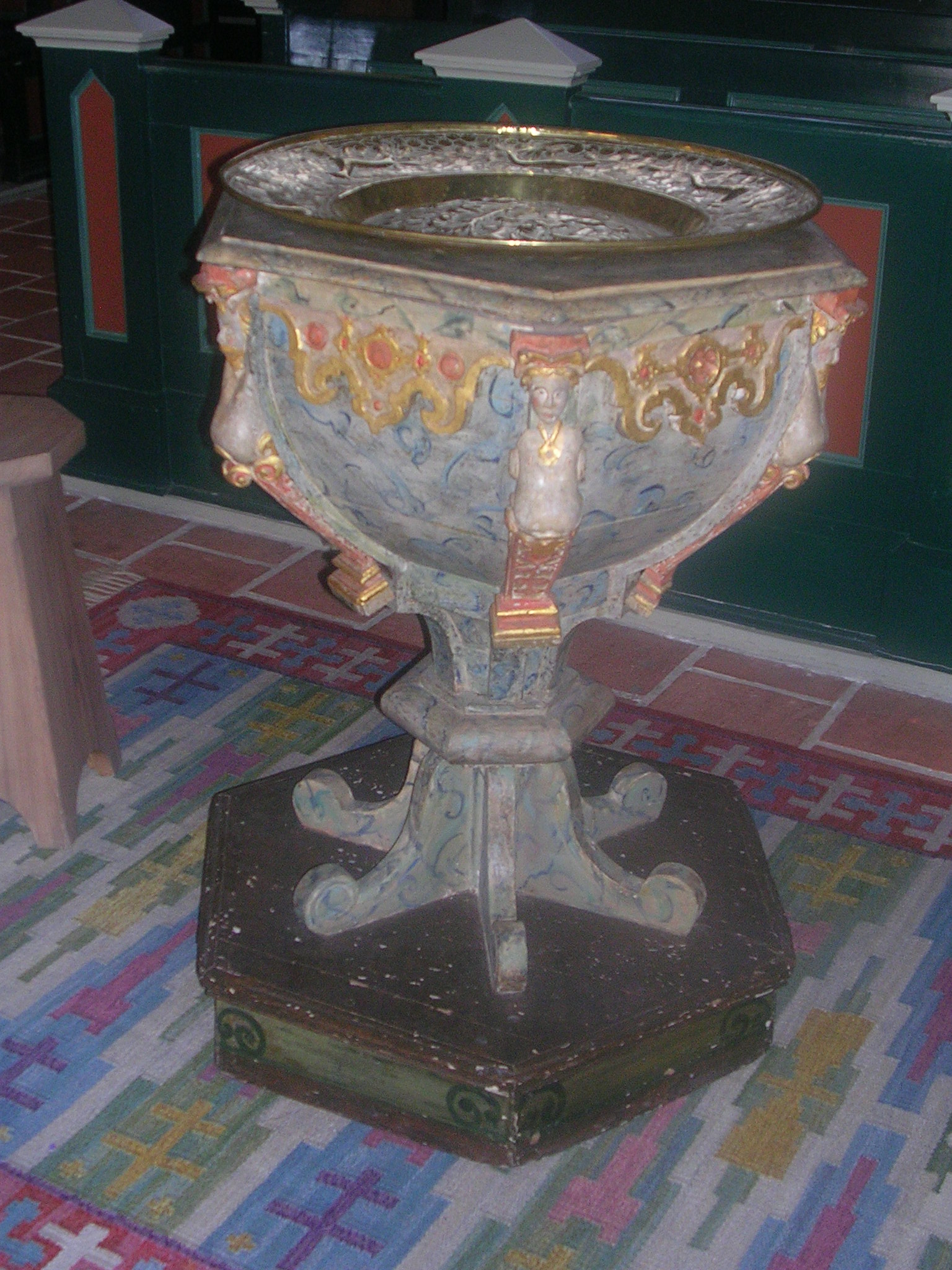
Dopfunt.

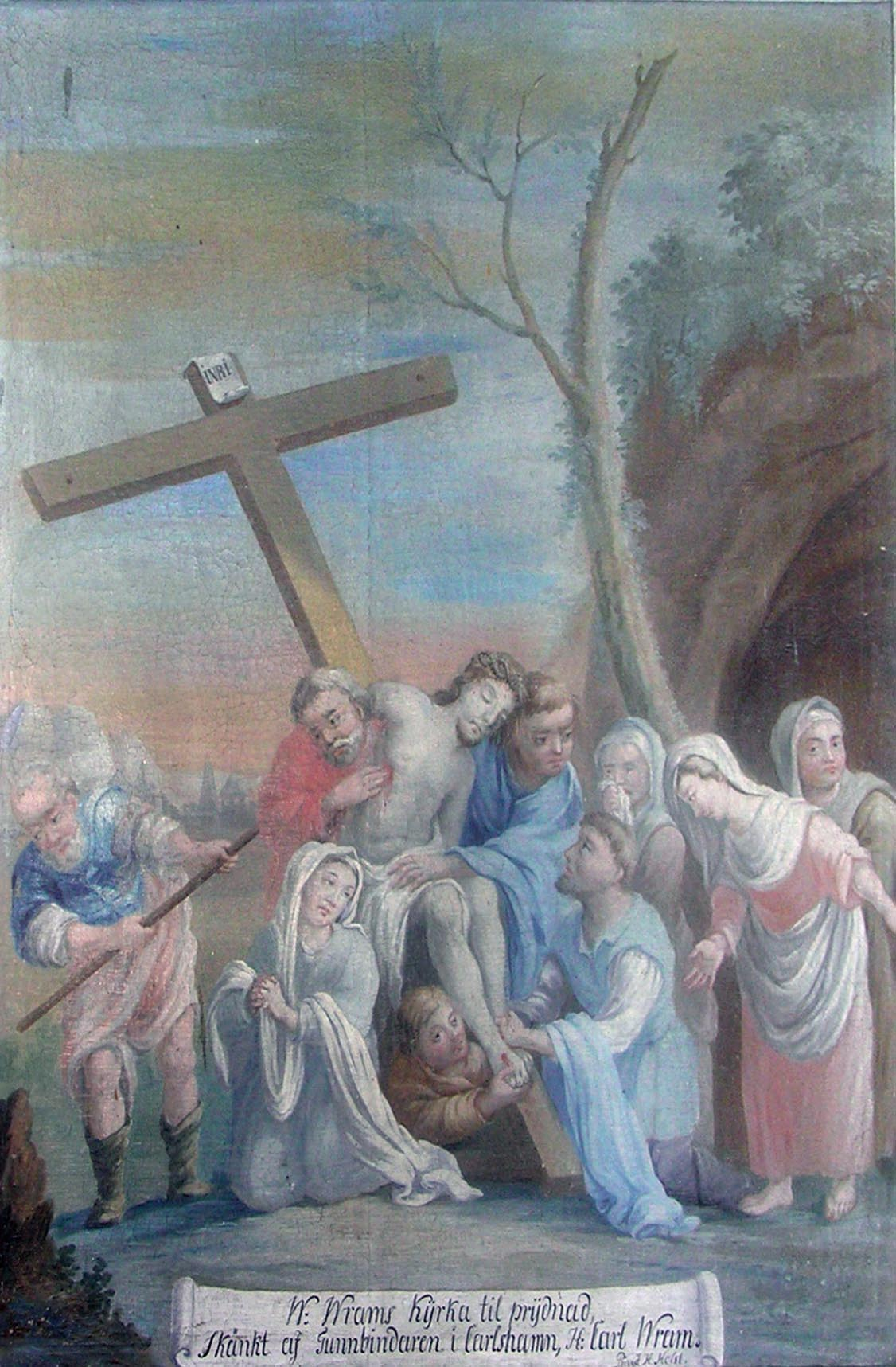
Oljemålning.

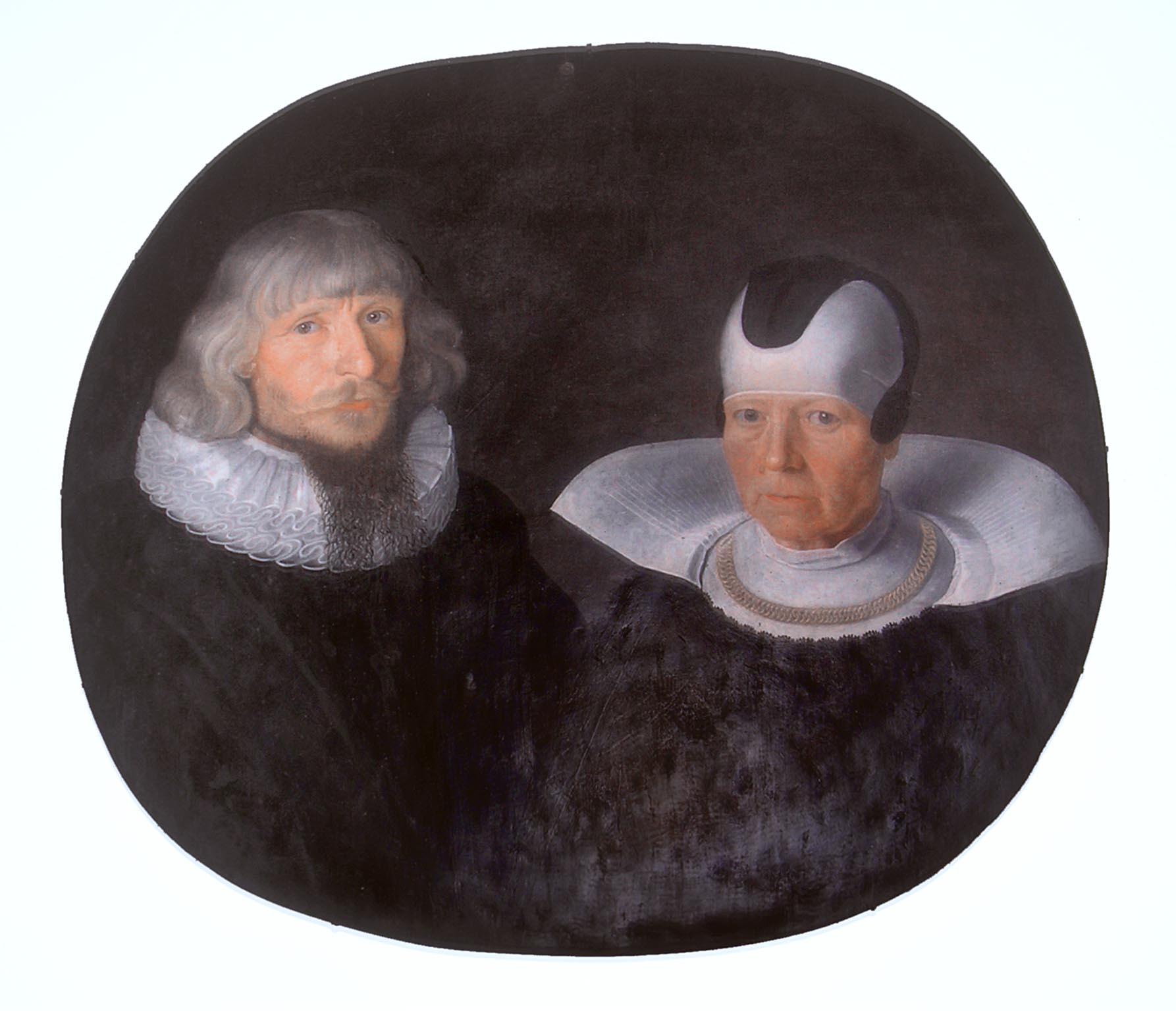
Del av epitafium.

### Predikstolen
Kyrkans predikstol kommer från den gamla kyrkan. Den tillverkades troligen under början av 1600-talet och har sedan målats om flera gånger. En baldakin tillverkades till predikstolen 1703 av bildhuggaren Gustav Kihlman. På 1700-talet målades predikstolen om, så även på 1800-talet då färgen blev pärlgrått. När den nya kyrkan byggdes fanns tankar på en helt ny predikstol, men man valde att behålla den gamla. Baldakinen användes dock inte. I den nya kyrkan stod predikstolen så att tidigare dolda sidor blev synliga, varför man gjorde vid dessa också. Under 1870-talet målades stolen om i en ekimitation och förgyllning. På 1900-talet återställdes stolen, först på 1930-talet genom borttagning av 1800-talets färglager och sedan på 1950-talet då man återställde predikstolen till 1600-talets renässansfärgsättning. 
På fem av korgens sidor finns skulpterade bibliska scener med bibelcitat under varje tavla. Bilden närmast trappan föreställer Adam och Eva ätandes kunskapens frukt. Den andra visar en julkrubba och den tredje föreställer korsfästelsen. Den fjärde visar Kristi uppståndelse och den femte och sista den yttersta domen. Efter denna finns två fält till synliga, men dessa innehåller inga bilder utan enbart marmorering.

### Altaret
Kyrkans altare har förändrats flera gånger. Det blev aldrig riktigt färdigt när det byggdes; församlingen köpte aldrig någon altartavla, som Zettervall troligen tänkt sig eftersom han lämnat ett vitt fält för detta på ritningarna. Runt 1900 hade man en liten Kristusstaty, som på 1920-talet byttes ut mot en större. Vid 1950-talets restaurering var även inskaffande av en altartavla aktuellt, men det rann ut i sanden. Det nuvarande altaret uppfördes 1974 av gotlandskalksten, samtidigt med omdaningen av koret. På altarbordet står ett glaskors och sex ljusstakar.

### Triumfkrucifix
Kyrkans triumfkrucifix kommer också från den gamla kyrkan. När kyrkan revs flyttades krucifixet och förvarades först på prästgården och sedan på kyrkvinden, för att slutligen hamna på Lunds universitets historiska museum. Krucifixet hade tagit mycket skada och saknade bland annat fötter. Runt år 1970 återfanns dock två fötter, som visade sig tillhöra krucifixet, i prästgården. Man kom därefter överens med Historiska museet om att flytta krucifixet tillbaka till Västra Vram där det sedan renoveringen 1974 hänger i koret, upphöjt i två kedjor.

### Dopfunt
Den nuvarande dopfunten av ek dateras till 1600-talet. Den har ett dopfat från 1500-talet i mässing. Dopfatet innehåller bilder med motiv från dråpet i Efraims skog. Den ska då ha ersatt den romanska stendopfunten. Stendopfunten stod sedan oanvänd, fram till en tid efter byggandet av den nya kyrkan då den flyttades till Östra Sönnarslövs kyrka. Där står den kvar.

### Orgel
- 1875 byggde Salomon Molander & Co, Göteborg en orgel med 11 stämmor, den invigdes samma år. Dess fasad var ritad av Helgo Zettervall, och förvaras numera i kyrkans tornrum.
- Den nuvarande orgeln byggdes 1965 av A. Magnussons Orgelbyggeri AB, Göteborg och är en mekanisk orgel. Orgeln har en ny fasad. Samtidigt med att den nya orgeln kom byggdes orgelläktaren ut till nuvarande omfattning.

| Ryggpositiv I       | Huvudverk II  | Bröstverk III | Pedal        | Koppel |
| Gedackt 8'          | Principal 8'  | Trägedackt 8' | Subbas 16´   | I/P    |
| Spetsflöjt 4'       | Rörflöjt 8'   | Rörflöjt 4'   | Oktava 8'    | II/P   |
| Oktava 2'           | Oktava 4'     | Principal 2'  | Oktava 4'    | III/P  |
| Kvinta 1 1/3'       | Waldflöjt 2'  | Cymbel 2 chor | Nachthorn 2' | I/II   |
| Sesquialtera 2 chor | Mixtur 4 chor | Regal 8'      | Fagott 16'   | III/II |
| Scharf 3 chor       | Trumpet 8'    | Tremulant     |              |        |

#### Kororgel
Den nuvarande kororgeln byggdes 1983 av A. Mårtenssons Orgelfabrik AB, Lund och är en mekanisk orgel, den invigdes samma år. Orgeln är helt bekostad av donationer.
| Manual             | Pedal      | Koppel  |
| Gedackt 8' B/D     | Subbas 16' | Man/Ped |
| Principal 4'       |            |         |
| Rörflöjt 4' B/D    |            |         |
| Waldflöjt 2'       |            |         |
| Larigot 1 1/3' B/D |            |         |

### Oljemålning
I det norra tvärskeppet finns en oljemålning föreställande korsnedtagandet. Den skänktes till kyrkan 1791 och är utförd av Hans Holst. Längst ner på tavlan finns en banderoll med texten W: Wram Kyrka til prydnad, Skänkt af Tunnbindaren i Carlshamn H: Carl Wram. Pinxit H: Holst.

### Epitafium
Nära korsnedtaglelsen hänger en del av ett epitafium, nämligen ett oljeporträtt på kopparplåt föreställandes sognepræsten Thomas Andersen Vierius och hans hustru Anna Truedsdotter. Epitafiet ska ha utförts 1657. Det hängde länge i medeltidskyrkan, men ställdes undan när den nya kyrkan byggdes. Det återfick sin plats i kyrkorummet på 1950-talet. Ramen har dock brutits upp i flera bitar och förskingrats, men vissa delar är bevarade på Lunds universitets historiska museum.

### Annat
Längst ner i kyrkorummet finns två trätavlor med pastoratets kyrkoherdar sedan ungefär 1500-talet.
Medeltidskyrkans dörr av järnklädda ekplankor har bevarats på Lunds universitets historiska museum. Numera är den mörk och färglös, men en återgivning av Nils Månsson Mandelgren från 1800-talet och en undersökning från 1989 har visat att dörren varit dekorerad i rödockra, guldockra och grått. Troligen tillverkades den under senmedeltiden.